# Time Crash
Time Crash est un épisode spécial de la série Doctor Who diffusé pour le spectacle caritatif Children in Need. Il met en scène une rencontre entre deux versions du Docteur.

## Accroche
Après avoir quitté Martha Jones, et avant qu'il heurte avec le TARDIS un vaisseau spatial appelé le Titanic, le Docteur se retrouve nez à nez avec sa cinquième incarnation à bord du TARDIS.

## Personnages
- David Tennant : Le Dixième Docteur
- Peter Davison : Le Cinquième Docteur

## Résumé
L'épisode se déroule juste après la scène finale de Le Dernier Seigneur du temps. Après que le Dixième Docteur (David Tennant) se soit séparé d’avec Martha (Freema Agyeman), il tente de décoller, cependant le TARDIS se met à tourner violemment et les alarmes se déclenchent. En vérifiant les systèmes, le Docteur croise sa cinquième incarnation (Peter Davison) en train de faire la même chose. Le dixième Docteur reconnaît son passé et se réjouit de le voir, se moquant doucement de ses excentricités particulières, comme le bâton de céleris sur son revers et les lunettes inutiles qu'il porte parfois. Le cinquième docteur est agacé, pensant rencontrer un fan qui a réussi à s’introduire dans le TARDIS.
Le Cinquième Docteur découvre que deux TARDIS ont fusionné, un paradoxe qui va causer un trou noir massif. Le Dixième Docteur contre celui-ci à l’aide d'une supernova, une solution qu'il se souvient avoir utilisé dans ce même incident (paradoxe de prédestination). Le Cinquième Docteur se rend compte que le Dixième est vraiment son avenir.
Alors que le Cinquième Docteur commence à s’effacer dans la ligne du temps, les deux Docteurs se disent au revoir et, alors que les flux de temps se divisent, le Cinquième Docteur avertit le Dixième pour qu’il mette les boucliers du TARDIS en place. Mais c'est trop tard, le Titanic entre en collision avec celui-ci...

## Continuité
- Le 5e Docteur cite des fans comme le groupe L.I.N.D.A.
- L'épisode reprend de nombreux éléments du 5e Docteur : le costume, l'attitude, l'absence de tournevis sonique. Il est aussi fait mention d'anciens compagnons Tegan Jovanka ou Nyssa, et à différents ennemis célèbres, comme les Cybermen, les Maras ou le Maître.
- En référence aux événements récents de la série, les deux Docteurs parlent du Maître.
- Le 5e Docteur ne réapparaîtra pas avant l'épisode spécial centenaire de la BBC en octobre 2022 dans Le Pouvoir du Docteur.

## Production
L'idée de cet épisode, tout comme celui de 2007, est de faire un court épisode de Doctor Who, pouvant être filmé en une journée et ne nécessitant pas d'effets spéciaux (ou du moins, le minimum possible) et le scénario fut confié par Julie Gardner aux soins de Steven Moffat. L'idée de la rencontre entre deux Docteurs fut de David Tennant qui rêvait de rencontrer Peter Davison, son acteur préféré dans le rôle du Docteur. Celui-ci accepta afin d'épater son enfant (Georgia Moffett). Le dernier dialogue semble être un hommage d'un acteur à un autre.